# Бутенко Олександр Вікторович
Олександр Вікторович Бутенко (16 січня 1987, Харків) — український боєць змішаного стилю, виступає на професійному рівні починаючи з 2008 року. Відомий завдяки участі в турнірах таких організацій як M-1 Global, Eurasia Fight Nights, ProFC, Oplot Challenge, є чинним чемпіоном M-1 Challenge в легкій ваговій категорії. Майстер спорту з бойового самбо.

## Біографія
Олександр Бутенко народився 16 січня 1987 року в місті Харкові на території тодішньої Української РСР. Активно займатися єдиноборствами почав у віці дев'ятнадцяти років, довгий час тренувався разом зі своїм двоюрідним старшим братом Олексієм Олейником, котрий як боєць на той момент був уже відомим у всьому світі. В молодості неодноразово брав участь в змаганнях по грепплінгу, панкратіону, бойовому самбо. Є переможцем міжнародного турніру з бойового самбо серед клубних команд в Києві, переможцем міжнародного турніру з бойового самбо пам'яті Г. П. Долголенко, чемпіоном Москви з бойового самбо, двічі перемагав на етапах Кубка Співдружності Націй — має звання майстра спорту з бойового самбо. Згодом отримав чорний пояс по бразильському джиу-джитсу.
Починаючи з 2008 року виступає в професійному ММА, переважно на території Росії. Брав участь в серії відбіркових турнірів M-1 Challenge, перемігши всіх чотирьох суперників, і пізніше кілька разів виступав на турнірах організації ProFC. Бився досить часто — так, в одному тільки 2009 році провів десять професійних боїв. У лютому 2012 року провів один з найвідоміших своїх поєдинків, зустрівшись в Ірландії з ісландцем Гуннаром Нельсоном і програвши йому важелем ліктя в першому ж раунді.
В періоді між 2012—2014 роками Бутенко активно виступав в місцевому харківському промоушені «Оплот», створеному при однойменному клубі за участю його брата Олексія Олійника. Тут він виходив в клітку ще частіше, зокрема, в 2013 році 14 разів — переміг майже у всіх випадках, хоча рівень опозиції був не дуже високий. Тоді ж на міжнародному турнірі «Кубок чемпіонів» в Новосибірську відбувся другий пам'ятний його поєдинок, коли він роздільним рішенням суддів поступився росіянину Олександру Сарнавському.
З 2014 року після розформування «Оплоту» переїхав на постійне проживання в Колпіно де почав виступати за місцевий бійцівський клуб FightSpirit. В цей же час підписав контракт з M-1 Global, переміг тут серед інших досвідченого фіна Ніко Пухакку. Провів один поєдинок у промоушені Fight Nights, котрий закінчився нічиєю. Завдяки низці вдалих виступів удостоївся права бути носієми титулу чемпіона M-1 Challenge в легкій вазі, який став вакантним після того як діючий чемпіон Мансур Барнауі порушив контрактні зобов'язання.
Вигравши титул, Бутенко провів ще один рейтинговий бій, після чого в лютому 2017 року відбувся його перший захист — претендентом став інгуш з Якутії Абукар Яндієв, котрий переміг його.
Після поразки Бутенко вирішив перейти в напівсередню вагу, де вже встиг перемогти молдована Міхаїл Котрута.

## Статистика в змішаних бойових мистецтвах
| Професійна кар'єра бійця |            |            |
| Боїв 56                  | Перемог 43 | Поразок 11 |
| Нокаут                   | 4          | 2          |
| Здача                    | 26         | 3          |
| Рішення суддів           | 13         | 6          |
| Нічия                    | 2          | 2          |

| Результат | Рекорд  | Суперник              | Спосіб                     | Турнір                                     | Дата              | Раунд | Час  | Місце                  | Примітки                                  |
| --------- | ------- | --------------------- | -------------------------- | ------------------------------------------ | ----------------- | ----- | ---- | ---------------------- | ----------------------------------------- |
| Перемога  | 44-12-2 | Михайло Котрута       | Здача (тикутник)           | WWFC: Cage Encounter 6                     | 29 березня 2017   | 3     | 2:05 | Київ, Україна          | Перейшов у напівлегку вагу.               |
| Поразка   | 43-12-2 | Абукар Яндієв         | TKO (удари руками)         | M-1 Challenge 74                           | 18 лютого 2017    | 1     | 1:07 | Санкт-Петербург, Росія | Втратив титул чемпіона M-1 у легкій вазі. |
| Перемога  | 43-11-2 | Рубенілтон Перейра    | Одностійне рішення         | M-1 Challenge 71                           | 21 жовтня 2016    | 5     | 3:00 | Санкт-Петербург, Росія | Нетитульний бій.                          |
| Перемога  | 42-11-2 | Артем Дамковский      | Одностійне рішення         | M-1 Challenge 67                           | 4 червня 2016     | 5     | 5:00 | Баку, Азербайджан      | Виграв титул чемпіона M-1 у легкій вазі.  |
| Перемога  | 41-11-2 | Саша Шарма            | Одностійне рішення         | M-1 Challenge 65                           | 8 квітня 2016     | 3     | 5:00 | Санкт-Петербург, Росія |                                           |
| Перемога  | 40-11-2 | Гейдар Маммадалієв    | Одностійне рішення         | M-1 Challenge 63                           | 4 грудня 2015     | 3     | 5:00 | Санкт-Петербург, Росія |                                           |
| Нічия     | 39-11-2 | Дініслам Камавов      | Нічия                      | Fight Nights Petersburg                    | 23 жовтня 2015    | 2     | 5:00 | Санкт-Петербург, Росія |                                           |
| Перемога  | 39-11-1 | Франкледсон Коста     | ТКО (удари руками)         | Fightspirit Championship 2                 | 6 вересня 2015    | 1     | 2:25 | Колпіно, Росія         |                                           |
| Перемога  | 38-11-1 | Сергій Морарі         | Здача (задушення ззаду)    | WWFC: Cage Encounter 3                     | 4 квітня 2015     | 3     | 2:10 | Київ, Україна          |                                           |
| Перемога  | 37-11-1 | Наріман Аббасов       | Одностійне рішення         | N1 Pro: Battle in the North                | 12 грудня 2014    | 2     | 5:00 | Нефтеюганськ, Росія    |                                           |
| Поразка   | 37-10-1 | Антон Радман          | Здача (ривок на лікоть)    | M-1 Challenge 51                           | 7 вересня 2014    | 1     | 0:43 | Санкт-Петербург, Росія |                                           |
| Перемога  | 37-9-1  | Ніко Пухакка          | Одностійне рішення         | M-1 Challenge 45                           | 28 лютого 2014    | 3     | 5:00 | Санкт-Петербург, Росія |                                           |
| Перемога  | 36-9-1  | Іслам Саліхов         | Одностійне рішення         | Oplot Challenge 99                         | 8 лютого 2014     | 3     | 5:00 | Харків, Україна        |                                           |
| Перемога  | 35-9-1  | Анатолій Сафронов     | Здача (задушення ззаду)    | Oplot Challenge 96                         | 18 січня 2014     | 1     | 1:24 | Харків, Україна        |                                           |
| Перемога  | 34-9-1  | Андрій Резник         | Одностійне рішення         | Oplot Challenge 95                         | 11 січня 2014     | 3     | 5:00 | Харків, Україна        |                                           |
| Перемога  | 33-9-1  | Олександр Сарнавський | Роздільне рішення          | Міжнародний турнір «Кубок чемпионов»       | 21 грудня 2013    | 3     | 5:00 | Новосибірськ, Росія    |                                           |
| Перемога  | 33-8-1  | Сергій Іонел          | Здача (ривок на лікоть)    | Oplot Challenge 84                         | 19 жовтня 2013    | 2     | 1:50 | Харків, Україна        |                                           |
| Перемога  | 32-8-1  | Стерлінг Форд         | Одностійне рішення         | Oplot Challenge 68                         | 21 червня 2013    | 3     | 5:00 | Харків, Україна        |                                           |
| Перемога  | 31-8-1  | Олег Божик            | Здача (захват на лікоть)   | Oplot Challenge 66                         | 15 червня 2013    | 1     | 4:53 | Харків, Україна        |                                           |
| Перемога  | 30-8-1  | Владислав Степанов    | Здача (гильотина)          | Oplot Challenge 62                         | 1 червня 2013     | 1     | 3:23 | Харків, Україна        |                                           |
| Перемога  | 29-8-1  | Михайор Горіашвили    | ТКО (удари руками)         | Oplot Challenge 59                         | 18 травня 2013    | 2     | 2:53 | Харків, Україна        |                                           |
| Перемога  | 28-8-1  | Сергій Попа           | Здача (больовой на шию)    | Oplot Challenge 56                         | 10 травня 2013    | 2     | 3:38 | Харків, Україна        |                                           |
| Перемога  | 27-8-1  | Ашот Шахінян          | ТКО (удари руками)         | Oplot Challenge 52                         | 19 квітня 2013    | 2     | 4:26 | Харків, Україна        |                                           |
| Перемога  | 26-8-1  | Валентин Ніколов      | Одностійне рішення         | Oplot Challenge 49                         | 6 квітня 2013     | 3     | 5:00 | Харків, Україна        |                                           |
| Перемога  | 25-8-1  | Артем Жук             | Здача (ривок ліктя)        | Oplot Challenge 46                         | 29 березня 2013   | 1     | 1:06 | Харків, Україна        |                                           |
| Перемога  | 24-8-1  | Владислав Юрченко     | Здача (трикутник руками)   | Oplot Challenge 41                         | 9 березня 2013    | 1     | 1:38 | Харків, Україна        |                                           |
| Перемога  | 23-8-1  | Сергій Сіняев         | ТКО (удари руками)         | Oplot Challenge 39                         | 2 березня 2013    | 1     | 4:03 | Харків, Україна        |                                           |
| Поразка   | 22-8-1  | Магомед Ідрісов       | ТКО (удари руками)         | Oplot Challenge 35                         | 16 лютого 2013    | 2     | 2:58 | Харків, Україна        |                                           |
| Перемога  | 22-7-1  | Артем Перехристюк     | Здача (захват на лікоть)   | Oplot Challenge 30                         | 26 січня 2013     | 1     | 3:09 | Харків, Україна        |                                           |
| Перемога  | 21-7-1  | Харун Кіна            | Одностійне рішення         | Oplot Challenge 19                         | 15 грудня 2012    | 3     | 5:00 | Харків, Україна        |                                           |
| Поразка   | 20-7-1  | Міхал Ельснер         | Здача (захват на лікоть)   | ProFC 42: Оплот                            | 13 жовтня 2012    | 1     | 1:33 | Харків, Україна        |                                           |
| Перемога  | 20-6-1  | Абудокар Дукарей      | Здача (ривок на лікоть)    | Oplot Challenge 4                          | 15 вересня 2012   | 1     | 2:50 | Харків, Україна        |                                           |
| Перемога  | 19-6-1  | Володимир Баєв        | Здача (гільотина)          | Oplot Challenge 2                          | 13 травня 2012    | 1     | 1:01 | Харків, Україна        |                                           |
| Перемога  | 18-6-1  | Артур Кащєєв          | Здача (ривок на лікоть)    | Oplot Challenge 2                          | 13 травня 2012    | 1     | 1:28 | Харків, Україна        |                                           |
| Нічия     | 17-6-1  | Маріуш Радзішевський  | Нічия                      | Oplot Challenge 1                          | 25 березня 2012   | 2     | 5:00 | Харків, Україна        |                                           |
| Поразка   | 17-6    | Гуннар Нельсон        | Здача (ривок на лікоть)    | CC 12: Nelson vs. Butenko                  | 25 лютого 2012    | 1     | 4:21 | Дублін, Ірланідия      |                                           |
| Перемога  | 17-5    | Артем Шокало          | Сдача (ривок на лікоть)    | Турнир Академии Честь                      | 18 грудня 2011    | 2     | 0:41 | Харків, Україна        |                                           |
| Поразка   | 16-5    | Іслам Гугів           | ТКО (удари руками)         | SMMAI: Tornado                             | 8 липня 2011      | 2     | 1:55 | Сочі, Росія            |                                           |
| Перемога  | 16-4    | Жанибек Аматов        | Здача (ривок на лікоть)    | Кубок Фёдора Емельяненко                   | 22 травня 2011    | 1     | 4:28 | Нижній Новгород, Росія |                                           |
| Перемога  | 15-4    | Гоча Смоян            | Одностійне рішення         | ProFC: Кубок Содружества Наций 13          | 13 лютого 2011    | 2     | 5:00 | Харків, Україна        |                                           |
| Перемога  | 14-4    | Ашот Шахінян          | Здача (захват на лікоть)   | ProFC: Кубок Содружества Наций 7           | 6 серпня 2010     | 2     | 2:51 | Ростов-на-Дону, Росія  |                                           |
| Перемога  | 13-4    | Томаш Деак            | Здача (трикутник)          | APF: Azerbaijan vs. Europe                 | 22 травня 2010    | 1     | 0:00 | Баку, Азербайджан      |                                           |
| Поразка   | 12-4    | Магомед Саадулаєв     | Одностійне рішення         | ProFC: Кубок Содружества                   | 23 квітня 2010    | 2     | 5:00 | Москва, Росія          |                                           |
| Перемога  | 12-3    | Іван Загубинога       | Здача (ривок на лікоть)    | ProFC: Кубок Содружества Наций 5           | 13 лютого 2010    | 2     | 1:25 | Нальчик, Росія         |                                           |
| Перемога  | 11-3    | Жанболат Тлюбаєв      | Здача (задушення ззаду)    | ProFC: Кубок Содружества Наций 4           | 19 грудня 2009    | 1     | 1:11 | Ростов-на-Дону, Росія  |                                           |
| Перемога  | 10-3    | Олег Багів            | Здача (задушення ззаду)    | Global Battle Tournament                   | 27 листопада 2009 | 2     | 0:00 | Перм, Росія            |                                           |
| Перемога  | 9-3     | Рамазан Абдулжалілов  | Одностійне рішення         | Global Battle Tournament                   | 27 листопада 2009 | 2     | 5:00 | Перм, Росія            |                                           |
| Перемога  | 8-3     | Павло Кокарьов        | Здача (гільйотина)         | Global Battle Tournament                   | 27 листопада 2009 | 1     | 0:00 | Перм, Росія            |                                           |
| Перемога  | 7-3     | Біслан Этлешев        | Здача (придушення ззаду)   | M-1 Challenge: 2009 Selections 9           | 3 листопада 2009  | 1     | 2:18 | Санкт-Петербург, Росія |                                           |
| Перемога  | 6-3     | Марат Ілаєв           | Здача (больовий на лікоть) | M-1 Challenge: 2009 Selections 8           | 4 жовтня 2009     | 1     | 4:44 | Москва, Росія          |                                           |
| Перемога  | 5-3     | Андрій Зубов          | Здача (больовий на лікоть) | M-1 Challenge: 2009 Selections 5           | 22 липня 2009     | 1     | 1:41 | Санкт-Петербург, Росія |                                           |
| Перемога  | 4-3     | Анзор Карданов        | Здача (больовий на лікоть) | M-1 Challenge: 2009 Selections 3           | 28 травня 2009    | 3     | 1:47 | Санкт-Петербург, Росія |                                           |
| Поразка   | 3-3     | Гаджі Зайпулаєв       | Однастійне рішення         | WAFC: Vladivostok Pankration Open Cup 2009 | 25 квітня 2009    | 3     | 5:00 | Владивосток, Росія     |                                           |
| Перемога  | 2-2     | Андрій Сіроткін       | Здача (придушення ззаду)   | Mix Fight Combat                           | 21 лютого 2009    | 2     | 0:00 | Кстово, Росія          |                                           |
| Поразка   | 1-2     | Руслан Бечаєв         | Однастійне рішення         | ProFC: President Cup                       | 25 жовтня 2008    | 3     | 5:00 | Санкт-Петербург, Росія |                                           |
| Поразка   | 1-1     | Шаміль Абдулкерімов   | Однастійне рішення         | Pancration Atrium Cup 1                    | 11 жовтня 2008    | 2     | 5:00 | Москва, Росія          |                                           |
| Перемога  | 1-0     | Іслам Нурмагомедов    | Роздільне рішення          | Pancration Atrium Cup 1                    | 11 жовтня 2008    | 3     | 5:00 | Москва, Росія          |                                           |